# Emil Max
Emil Max (n. 1834, Botoșani sau 12 mai 1834
Rzeszów, Galiția - d. 13 mai 1894, Iași) a fost un ginecolog român, de origine evreu, devenit faimos la Iași. El a fost tatăl renumitului actor și societar al Comediei Franceze Eduard de Max, din legătura sa cu o rudă a Elenei Cuza, din familia Romalo. Absolvent al facultății de medicină din Viena (1858), Emil Max a fost profesor în arta moșitului la Institutul Gregorian din Iași.
În anul 1867 dr. Emil Max a fost inițiat ca francmason în cadrul lojii „Steaua României”, iar din anul 1884 a fost membru al Societății literare „Junimea”.
Arhiva Emil Max se află în posesia lui Fabian Anton.

## Volume publicate
- Eclampsia și epilepsia (1882)
- Băile de mare (1884)
- Arta obstreticală (1885)
- Dietetica cea mai rațională și cea mai eficace în contra obezității, slăbiciunii inimii și îngreunării circulațiunii pulmonare (1886)
- Studiu botanic asupra cacteelor (f. an - sub pseudonimul Jussieu Minor)

## Pseudonime folosite
- Jussieu Minor